# Santa María (Nueva Segovia)
Santa María est une municipalité nicaraguayenne du département de Nueva Segovia au Nicaragua.